# Østre Skøjtehal
Østre Skøjtehal er en skøjtehal som ligger Østre Gasværksgrunden på Østerbro i København, nærmere betegnet Sionsgade 15.
Byggeriet af den permanente skøjtehal på den sydlige del af Gasværksgrunden blev endeligt vedtaget af Københavns Kommunes Borgerrepræsentation 2015. Finansieringsmodellen blev vedtaget i 2016 og skøjtehalen forventes taget i brug i marts 2021.
Skøjtehallen byder på én isbane på 30×60 meter med service- og klubfaciliteter til hallens brugere samt publikumsområder med plads til 500 tilskuere, heraf 300 siddepladser og 200 ståpladser.
Inden den permanente skøjtehal blev bygget var der på samme plads en midlertidige boblehal. Den blev nedrevet i 2011.
|  | Denne artikel om en bygning eller et bygningsværk kan blive bedre, hvis der indsættes et (bedre) billede. Du kan hjælpe ved at afsøge Wikimedia Commons for et passende billede eller lægge et op på Wikimedia Commons med en af de tilladte licenser og indsætte det i artiklen. |

55°42′39″N 12°35′02″Ø / 55.7108°N 12.5839°Ø